# Mónica Falcioni
Mónica Jacqueline Falcioni Costa (* 10. Oktober 1968) ist eine ehemalige uruguayische Leichtathletin.

## Karriere
Die 1,67 m große Weit- und Dreispringerin, die ein Wettkampfgewicht von 64 kg auf die Waage brachte, wurde 1996 zur Athletin des Jahres ernannt, nachdem sie in jenem Jahr ihren eigenen, zu jener Zeit bei 6,06 Metern liegenden uruguayischen Landesrekord im Weitsprung bei der Veranstaltung in Mar del Plata ebenso wie denjenigen im Dreisprung mit 13,10 Metern eingestellt hatte. Im Folgejahr verbesserte sie ihren Weitsprungrekord abermals auf 6,13 Meter und gewann eine Bronzemedaille bei den Südamerikameisterschaften. Bei den Südamerikaspielen 1998 holte sie mit einer Weite von 6,47 Metern die Goldmedaille im Weitsprung und auch in der Dreisprungkonkurrenz platzierte sie sich mit 13,55 Metern auf dem Silberrang. Im Jahr 1999 nahm sie erstmals an den Panamerikanischen Spielen teil. In jenem Jahr verbesserte sie am 8. Mai 1999 ihren nationalen Dreisprungrekord auf 13,59 Meter und steigerte ihre Bestweite im Weitsprung am 26. Juni jenes Jahres bei den Südamerikameisterschaften in Bogotá auf 6,52 Meter. Diese Marke sollte schließlich auch als persönliche Bestleistung am Ende ihrer Karriere Bestand haben. Die zu jener Zeit von Oscar Gadea trainierte Falcioni nahm auch mit dem uruguayischen Aufgebot an den Olympischen Sommerspielen 2000 in Sydney teil. Dort wirkte sie als Fahnenträgerin Uruguays und belegte im Weitsprungwettbewerb mit einer erzielten Weite von 6,05 Metern den 33. Platz in der Qualifikationsrunde und verpasste somit das Finale. 2000 steht für Falcioni auch der Gewinn der Bronzemedaille im Dreisprung bei den Iberoamerikanischen Leichtathletik-Meisterschaften zu Buche. 2002 war sie Uruguayische Meisterin mit der 4-mal-100-Meter-Staffel und im Kugelstoßen. Im März 2003 wurde Falcioni seitens des Uruguayischen Sportministeriums im Rahmen einer Veranstaltung zur Ehrung aller Uruguayischen Meister des Jahres 2002 als Meisterin sowohl im Weitsprung, im Dreisprung, als auch in der 4-mal-100-Meter-Staffel ausgezeichnet. Bei den Panamerikanischen Spielen 2003 gehörte sie abermals dem uruguayischen Team an. Im selben Jahr belegte sie bei den Leichtathletik-Südamerikameisterschaften in Barquisimeto den 5. Rang im Dreisprung.

## Erfolge
- 1997:

Bronzemedaille Südamerikameisterschaften
- 1998:

Goldmedaille Südamerikaspiele (Weitsprung)
Silbermedaille Südamerikaspiele (Dreisprung)
- 2000:

Bronzemedaille Iberoamerikanische Meisterschaften (Dreisprung)
- 2001:

Uruguayischer Meister (4 × 100-m-Staffel, Kugelstoßen)
- 2002:

Uruguayischer Meister (Weitsprung, Dreisprung, 4 × 100-m-Staffel)
- Persönliche Bestleistung: 6,52 Meter (Weitsprung)